# Francesco Antonio Giorgioli

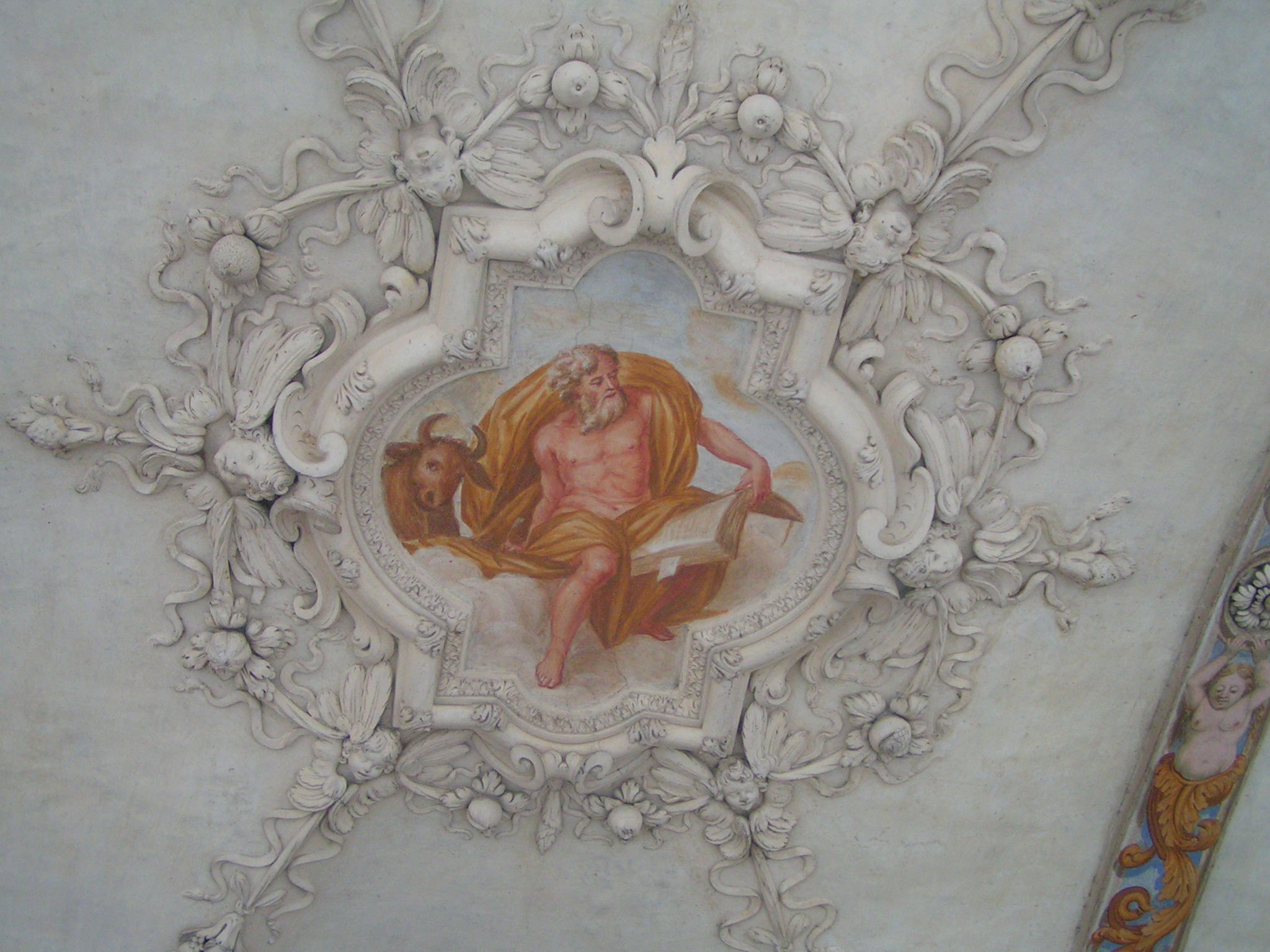
Affresco tra stucchi nel portico della Chiesa di Santa Maria di Loreto (Loreto)

Francesco Antonio Giorgioli (Meride, 15 novembre 1655 – Meride, 1725) è stato un pittore svizzero.

## Opere nella Svizzera italiana
- Rossa-Santa Domenica – 1676, chiesa parrocchiale di Santa Domenica, affreschi e stucchi;
- Lugano – 1680 circa, chiesa di Santa Maria di Loreto, affreschi;
- Lugano – 1684, chiesa di Sant'Antonio Abate, affreschi;
- Tesserete – 1686 circa, chiesa parrocchiale di Santo Stefano, affreschi;
- Lostallo – 1686, Oratorio di San Carlo Borromeo, affreschi;
- Leggia – 1686, Chiesa dei Santi Bernardo e Antonio Abate, affreschi e stucchi;
- Soazza – 1686, chiesa di San Rocco, affreschi;
- Soazza – 1686, Casa parrocchiale, affreschi;
- Magliaso – 1688-1690, Casa parrocchiale, affreschi;
- Tesserete – 1690, Chiesa di Santo Stefano, dipinti su marmo;
- Lugano – 1690 circa, chiesa parrocchiale di Santa Maria degli Angeli, affreschi;
- Corzoneso –1690, chiesa parrocchiale dei Santi Nazario e Celso, affreschi;
- Meride – Fine del secolo XVII, Casa comunale, affreschi;
- Tremona, - Fine del secolo XVII, chiesa parrocchiale dell'Assunta, figure affrescate aggiunte su affresco preesistente;
- Tremona – Inizio del secolo XVIII, chiesa antica di Sant'Agata, medaglia monocroma;
- Rancate-Pizzuolo – Inizio del secolo XVIII, Oratorio di San Giovanni Battista, affreschi;
- Meride – 1690, chiesa parrocchiale di San Silvestro, affreschi;
- Meride – 1700 circa, Cappella Oldelli, affresco e stucchi;
- Balerna – 1720 circa, Chiesa di San Vittore martire, affreschi;
- Arzo – 1722, chiesa parrocchiale dei Santi Nazaro e Celso,affreschi.